# Кріоніка

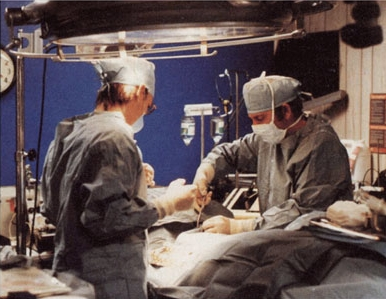
Фахівці готують тіло до кріоконсервації у 1985 році

Кріо́ніка (від грец. κρύος — «холод», «мороз») — низькотемпературне заморожування (зазвичай при температурі кипіння рідкого азоту −196 °C) і збереження людських останків у надії на можливість їхнього воскресіння в майбутньому. Кріоніка скептично сприймається широкою науковою спільнотою. Зазвичай її вважають псевдонаукою, а її практику характеризують як шарлатанство. Анабіоз є популярною темою в науковій фантастиці.
Процедури кріоконсервування можна починати лише після того, як «пацієнти» клінічно і юридично мертві. Процедури можуть розпочинатися за кілька хвилин після смерті, при цьому використовують кріопротектори, щоб запобігти утворенню льоду в процесі консервації. Реанімувати труп, який пройшов вітрифікацію, неможливо, оскільки це ушкоджує мозок, в тому числі його нейронні ланцюги. Першим замороженим трупом був Джеймс Бедфорд у 1967 році.
Економічні міркування ускладнюють можливість для кріонічних корпорацій залишатися в бізнесі достатньо довго, щоб отримати будь-яку довгострокову вигоду. «Пацієнти» не можуть продовжувати платити за власне збереження, будучи мертвими. Перші спроби кріоконсервування були зроблені в 1960-х і на початку 1970-х років — більшість з них покладалися на членів сім'ї, які оплачували консервацію, і закінчилися невдачею: всі тіла, крім одного, що були кріоконсервовані до 1973 року, були розморожені та утилізовані.

## Історія
Заморожування людей вперше було науково запропоновано професором з Мічигану Робертом Еттінгером, коли він написав «Перспективи безсмертя» 1962 року. За три роки після книги Еттінгера відбувся перший експеримент із заморожування людини, який, однак, вийшов невдалим.1967 року «Каліфорнійська спільнота кріології» (КСК) заморозила другу людину, якою став Джеймс Бедфорд. За заповітом Бедфорда, 100 тисяч доларів США пішло на подальший розвиток в області кріоніки. Однак до 1973 року зберігання та перевезення першого пацієнта обійшлось вже у 2,5 раза більше цієї суми. Він є першою та найстарішою людиною з 1967-го, тіло якої було кріоконсервовано, а потім заморожено.

## Кріоніка в мистецтві
Анабіоз — популярна тема в науковій фантастиці та фентезі. Вона часто є інструментом перенесення персонажів у майбутнє. Персонажі Філіп Джей Фрай з «Футурами» та Хан Нуньєн Сінгх із «Зоряного шляху» є прикладами цього тропу.

### Фільми
- «Заморожений» (1969) — кінокомедія, після корабельної аварії біля берегів Гренландії один з членів екіпажу був залитий гліцерином та миттєво замерз.
- «Сплячий» (1973) — кінокомедія, Майлз Монро, людина, що складається з самих недоліків, ліг у лікарню на просту операцію, а прокинувся 200 років потому.
- «Крижана людина» (1984) — у фільмі розповідається про знайденого вмерзлого в лід печерного неандертальця, і як вченим вдається повернути його до життя.
- «Льодовий» (1985) — фільм жахів про керівника корпорації, якого після смерті заморожують у кріогенній камері та оживляють через десять років. Процедура проходить успішно, проте він повертається до життя без душі.
- «Вічно молодий» (1992) — фільм, головний герой Деніел, дівчина якого впала в кому, погоджується на експеримент, в якому він буде заморожений на один рік, але прокидається він через 50 років.
- «Заморожений каліфорнієць» (1992) — кінокомедія про двох підлітків, які знаходять і розморожують замерзлу печерну людину, якій доведеться пристосовуватися до суспільства 20 століття.
- «Руйнівник» (1993) — сержант Джон Спартан якому вдається схопити злочинця, але спрацьовує вибухівка, яка вбиває заручників. Обох засуджують до замороження в кріов'язниці, де вони перебуватимуть 70 років.
- «Остін Паверс: Міжнародна людина-загадка» (1997) — кінокомедія, суперагент заморозив себе на космічному кораблі до того часу, коли його послуги знадобляться в майбутньому.
- «Бетмен і Робін» (1997) — супергеройський фільм, в якому лиходій Містер Фріз заморозив свою смертельно хвору дружину, сподіваючись знайти спосіб вилікувати її.

### Мультсеріали
- «Губка Боб Квадратні Штани» (1999) — в серії «СБ-129» Сквідвард був заморожений в холодильнику та прокидається в далекому майбутньому через 2000 років.
- «Футурама» (1999) — головний герой Філіп Фрай випадково був заморожений у кріогенній камері у 2000 році й розморожений у 3000 році.